# A Little Widow Is a Dangerous Thing
A Little Widow Is a Dangerous Thing è un cortometraggio muto del 1913 diretto da Frank Wilson.

## Trama
Una ragazza finge di essere una giovane vedova per avere una proposta di matrimonio.

## Produzione
Il film fu prodotto dalla Hepworth.

## Distribuzione
Distribuito dalla Hepworth, il film - un cortometraggio di 183 metri - uscì nelle sale cinematografiche britanniche nell'agosto 1913. Negli Stati Uniti, venne distribuito dalla Hepworth-American che lo presentò il 29 aprile 1914.
Il film, prodotto dalla Hepworth, fu distrutto nel 1924 dallo stesso produttore, Cecil M. Hepworth. Fallito, in gravissime difficoltà finanziarie, il produttore pensò in questo modo di poter almeno recuperare il nitrato d'argento della pellicola.